# 팟라파 차이츠아
팟라파 차이츠아(태국어: พัชราภา ไชยเชื้อ, 영어: Pachrapa Chaichua, 1978년 12월 5일 ~ )는 태국의 배우이다.